# Веррукозная гемангиома
Веррукозная гемангиома — врожденная бородавчатая венозная мальформация, проявляющаяся постепенным развитием гиперкератоза на поверхности кожи.

## Эпидемиология
Заболевание проявляется с рождения, в редких случаях в детском возрасте. Статистика по распространённости заболевания в литературе не описана.

## Этиология
До настоящего момента не известна, существует теория о соматических мутаций гена MAP3K3.

## Клиническая картина
Заболевание манифестирует плоскими папулами неправильной формы с четкими границами. Папулы обычно розово-красного цвета с голубым оттенком. Размеры папул варьируются от 5 мм до 8 см. Спустя некоторое время, обычно несколько лет, папулы утолщаются до крупных бляшек. Гиперкератоз усиливается, бляшки принимают серо-коричневый цвет. Через некоторое время бляшки приобретают насыщенную синюшно-красную окраску с фиолетово-пурпурным ободком.
Высыпания обычно одиночные. Множественные высыпания обычно сливаются в крупные очаги. Локализуются высыпания абсолютно на любом участке тела. Наиболее частые места: нижняя конечность, верхняя конечность.
Заболевание прогрессирует медленно. Часто отмечаются осложнения в виде присоединения вторичной инфекции, а также изъязвлений и кровоточивости.

## Дифференциальная диагностика
Дифференциальную диагностику проводят со следующими заболеваниями:
- серпигинозная ангиома;
- синдром Кобба;
- ограниченная лимфангиома;
- веррукозный эпидермальный невус;
- инфантильная гемангиома;
- веррукозная карцинома.

Следует отметить, что заболевание клинически не отличимо от невиформной ангиокератомы. Поэтому для верификации диагноза выполняют гистологическое исследование.

## Диагностика
Диагноз устанавливается на основании анамнеза, дерматоскопии и клинической картины. Однако, ключевым исследованием в постановке диагноза является гистологическое исследование. В результате гистологического исследования в сосочковом слое кожи обнаруживаются множественные расширенные венулы, соединяющиеся с более мелкими сосудами.

## Лечение
На данный момент лечение веррукозной гемангиомы только хирургическое.